# Sarcophaga whitneyi
Sarcophaga whitneyi är en tvåvingeart som först beskrevs av Charles Howard Curran 1936.  Sarcophaga whitneyi ingår i släktet Sarcophaga och familjen köttflugor. Inga underarter finns listade i Catalogue of Life.